# 潘安湖街道
潘安湖街道是中华人民共和国江苏省徐州市贾汪区下辖的一个街道办事处。
2013年8月6日，江苏省人民政府批复同意撤销大吴镇，将原大吴镇权台、荒里、潘安3个村委会和瓦店、西段庄2个居委会区域与青山泉镇马庄村委会区域合并，设立潘安湖街道办事处，街道办事处驻韩段路45号。

## 行政区划
潘安湖街道下辖以下村级行政区划单位：
马庄村、西段庄社区、瓦店社区、潘安村、权台村和荒里村。